# 連句
連句（れんく）とは、詠者が読んだ最初の句に対して、その情景から次の句を連ねていく文芸である。「連句」の名称は、1904年に高浜虚子が提唱して以降、定着したものである。
日本の文学史においては、和歌から連歌が生まれ、連歌から「俳諧之連歌」が生まれた。松尾芭蕉以後は一句で独立した発句が主流となるが、与謝蕪村や小林一茶は数多くの連句作品を残した。明治時代に入ると、正岡子規が『芭蕉雑談』において「発句は文学なり、連俳は文学に非ず」として連句を批判する。それ以来、連句はほとんど消滅するが、根津芦丈などによってわずかに継承されていた。1981年、連句懇話会（現 一般社団法人日本連句協会）が設立され、全国的な組織へと成長した。

## 連句の様式、式目
連句は100句連ねる「百韻」、36句連ねる「歌仙」、20句連ねる「20韻」、3句連ねる「三つ物」などといった形式がある。昭和40年代頃から、伝統的な形式によらない新たな形式も誕生している。
現代の連句は以下のように展開される。
1. 発句は、1巻の連句を率いるにふさわしい品格のある長句を詠む。
2. 脇句は、発句と同季・同場・同時の短句を詠み、発句と脇句で短歌のような世界を作る。
3. 第三句は、思い切った連想、飛躍の長句を詠む。
4. 第四句以降は四季を折り込み、序破急と変化に富んだ句を連ねていく。1巻の最後の句は挙句と呼ばれる。

句を連ねていく上で、以下のような基本的な式目がある。
- 春や秋の句は3句以上5句まで、夏や冬の句は1句以上3句まで。
- 類似した句が1つの作品内で再び出てくることを忌避する（「輪廻」と呼ぶ）
- 春を表す「花」、秋を表す「月」を詠み込む（歌仙の場合は「二花三月（花を2句、月を3句詠み込む）」）

このほか、様々な心得がある。

## 伝統的連句
正岡子規にはじまる近代俳句の隆盛のなかで、連句に注目した早い時期のものとして、寺田寅彦の随筆があげられる。また、幸田露伴は、芭蕉七部集の評釈を行い、芭蕉の歌仙の構造を明らかにした。
こうした戦前の業績をうけて、現代の作家、詩人たちによる連句の試みが、1960年代後半からはじまった。その中心になったのが、大岡信、丸谷才一、安東次男、石川淳たちによる歌仙の興行であった。歌仙を巻いて、その後で付け合いの雰囲気や意図について解説対談を行うという形式によって、連句の可能性が追求された。大岡は、〈連詩〉という概念をここから発展させて、外国語での詩作の可能性も追求している。石川・安東・丸谷は亡くなったが、大岡、岡野弘彦を中心に雑誌『すばる』や『図書』誌上を中心に連句興行が続けられている。

## 現代連句
しかし現代に至るまで主流のこうした伝統的なものに飽き足らず、近代から現代には、様々な形式のものが工夫されつつある。
伝統的連句を脱する現代連句では、非定型、非定律、無式目のものから、句の独立・非独立性のものまで容認し始めている。それは現代詩に似たもののように一見できるが、飽くまで、複数の吟者が、短い句章の付け合いに、触発の文芸的意義を見出すのであるから連句の部門に留まる。よって意図された、結語への計画性ある（予定調和への）作法の、個人の詩や、複数吟者の連詩（長い句章も含む、また単に[賦]の並べ）とは異なる。勿論、用語やリズムは従来の、五七調や文語調のみならず、破調や口語も用いられる。
連句の文学的意義は、一つは調和(先述)、一つはその漂泊性にある。後者は極論すれば、隣接する二句にのみ責任があり、二句の付合が生命であるから、小説のようには筋がなく、或いは意図された詩のような合目的的でもなく、全体の運行は即興・自在に進められ、結末も意図されない、つまり、全てに於いて予定調和しないことにて、それでいて表現の綾や通奏低音の響きの浮揚による巧みな表現性などをもって文学作品となることを特徴とする。この観点から伝統的連句を顧みると、浮揚・漂泊性の姿はほぼ充足するといえど、その本質の、予定調和しない完全漂泊という重要な意義に対しては、その式目や定座の取り決めなど厳しく習慣するので、つまり型に嵌った規制・マンネリ化の姿の為、満足されていないといえよう。

### 現代連句 の現状と将来
俳句人口が3 - 500万人と言われるのに対して、連句人口は数千人と規模が小さいとされている。或る程度の経験を積めば、その即興性や緊張感、また複数吟者の吟ずる相乗効果などから、連句の面白さの虜となり得るが、複数人が集まって座を形成しなければならないことや、俳句に比べて伝統連句の場合、ルール的なものが複雑なこと等からくるハードルの高さやマンネリ傾向の嫌いなどが、連句人口の増加を妨げていると推測される。
上述の文学的意義の充足を目して、連句文芸の復興（連句ルネッサンス）に賭けるならば、現代連句が目指している式目離脱の完全自由なものにならざるを得ない。またそれこそ、日本のみならず、世界の人々も楽しみ普及もする文芸としての連句の姿であろう。

### 現代連句の参考文献
- 現代連句入門(連句ルネッサンス)併せて俳諧新歳時記　俳諧文芸考究会　中尾青宵　ISBN 978-4-9905980-0-6